# 珀西·奥利弗
珀西·奥利弗（英語：Percy Oliver，1919年4月1日—2011年7月9日），澳大利亚男子游泳运动员。他曾代表澳大利亚参加1938年大英帝国运动会游泳比赛，获得一枚金牌和一枚铜牌。他也曾参加1936年夏季奥运会。